# Evelyne Egerer
Evelyne Egerer, née en 1955 à Vienne, est une graphiste et photographe autrichienne. Elle fait partie du collectif Die Damen, actif de 1987 à 2013.

## Biographie
Evelyne Egerer est née à Vienne en 1955. Elle étudie l'archéologie et l'histoire de l'art à l'université de Vienne. À partir de 1977, elle étudie le graphisme à l'université des arts appliqués de Vienne, dans la classe d'Oswald Oberhuber.
En 1987, elle fonde avec ONA B., Birgit Jürgenssen et Ingeborg Strobl, le groupe Die Damen, actif jusqu'en 2013. Le groupe réalise des performances. Elles caricaturent les rôles et les stéréotypes de genre. Evelyne Egerer revient sur cette période et déclare dans une vidéo :  « Les féministes étaient pour nous des porteuses de salopettes. Nous voulions apparaître comme des femmes ». Leur production d'images comme le calendrier Austria Tobacco de 1990 est une caricature du machisme.
Evelyne Egerer vit et travaille à Vienne.

## Expositions
- Originalgrafiken, Galerie Stalzer, 1991 [3]
- Evelyne Egerer. Isolation, Generali Foundation, Konzeptkunst, 1991
- Evelyne Egerer, Change Future, Kunsthalle Exnergasse, 1996
- inter esse, Galerie Stadtpark Krems, 1999
- natura morta - still life, Niederösterreichisches Dokumentationszentrum für moderne Kunst, 2000
- Gegen-Positionen, Künstlerinnen in Österreich 1960-2000, Museum Moderner Kunst - Stiftung Wörlen Passau, 2004
- Frau.selbst, Galerie Altnöder, 2004
- Evelyn Egerer, Galerie Stadtpark Krems, 2006[4]
- Landpartie zur Kunst im öffentlichen Raum Niederösterreich, 2009[5]